# Xenarthra
Los xenartros (Xenarthra, griego "articulaciones insólitas") o desdentados (Edentata) son un superorden de mamíferos placentarios exclusivamente americanos que incluyen a los osos hormigueros, los armadillos y los perezosos.
El nombre Xenarthra alude a que las articulaciones vertebrales a nivel lumbar son diferentes de las de cualquier otro mamífero.

## Características
Los xenartros son un grupo que incluye formas muy heterogéneas. Existen tres tipos morfológicos básicos; los osos hormigueros, de cuerpo alargado y hocico muy prolongado, pelaje denso y costumbres terrestres o arborícolas; los perezosos, de cuerpo compacto, hocico corto, pelaje denso y arborícolas; y los armadillos, con el cuerpo ancho y deprimido revestido dorsalmente con una coraza, con poco pelo y de hábitos terrestres.

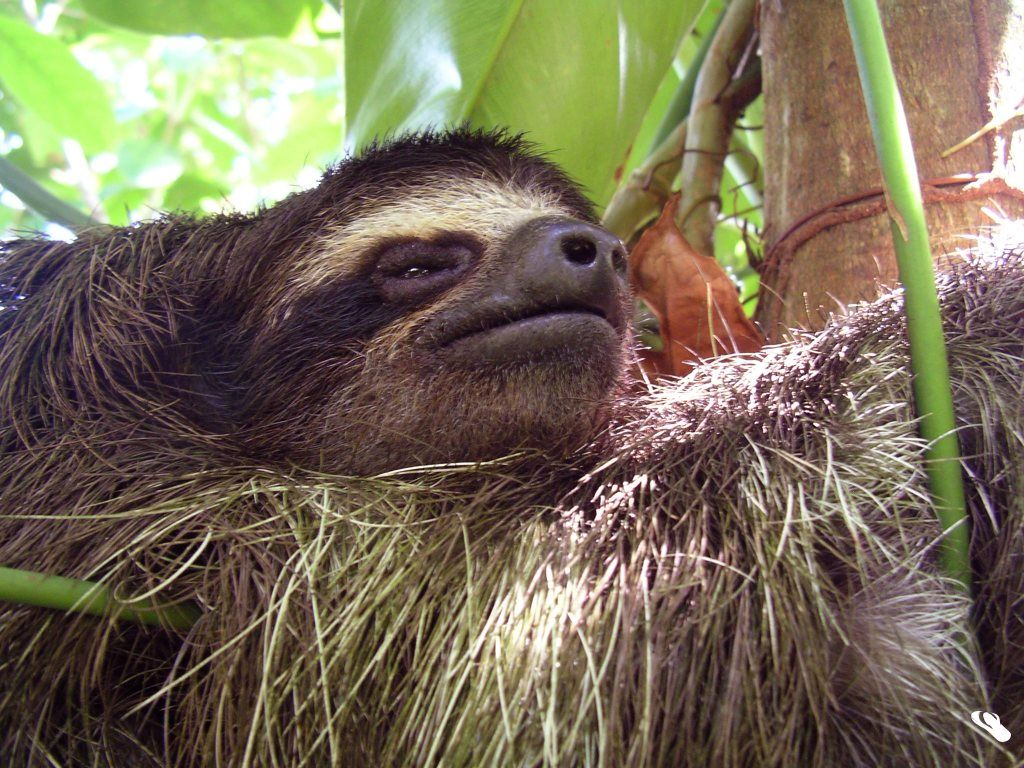
Bradypus pygmaeus.

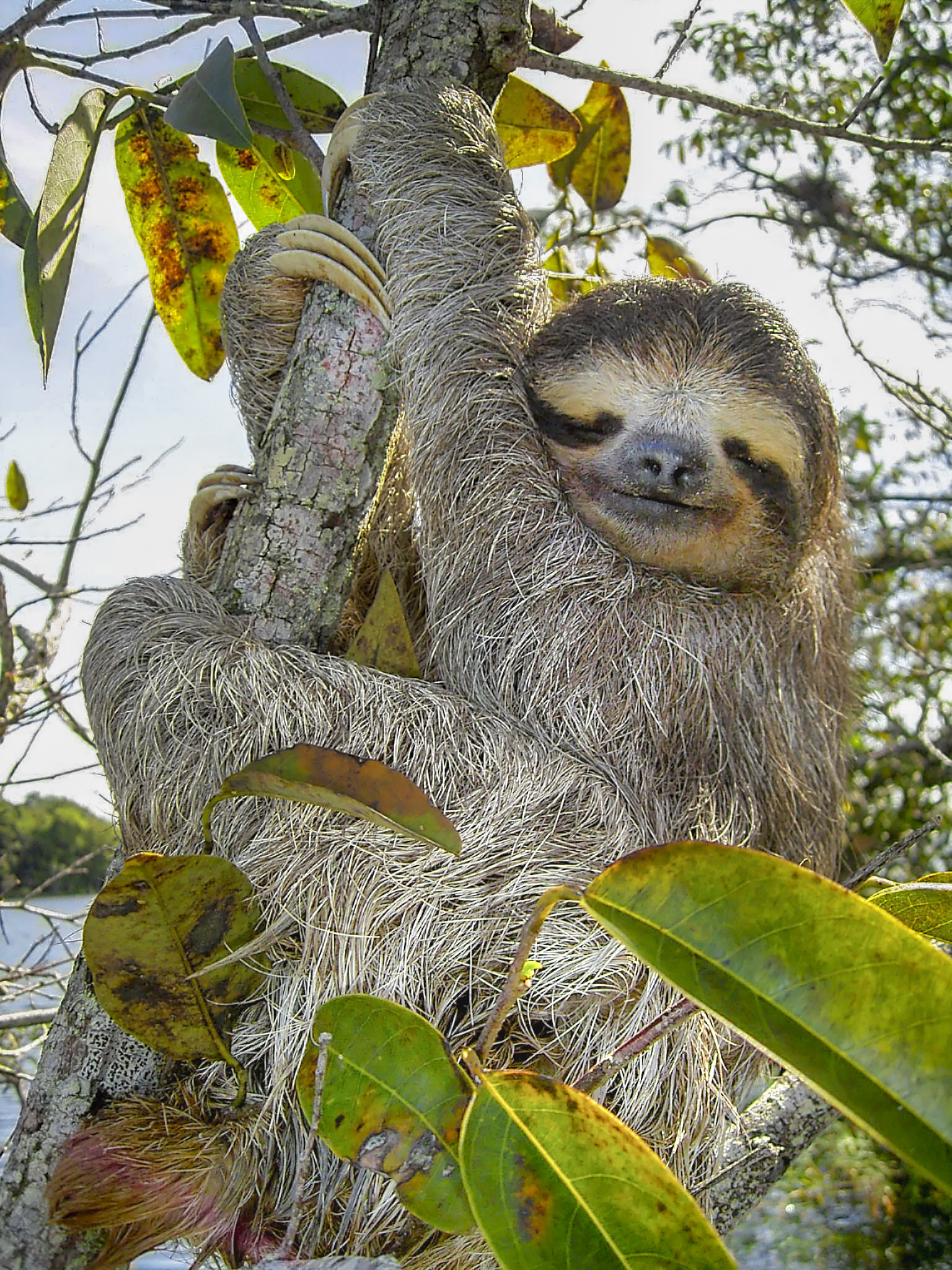
Bradypus variegatus.

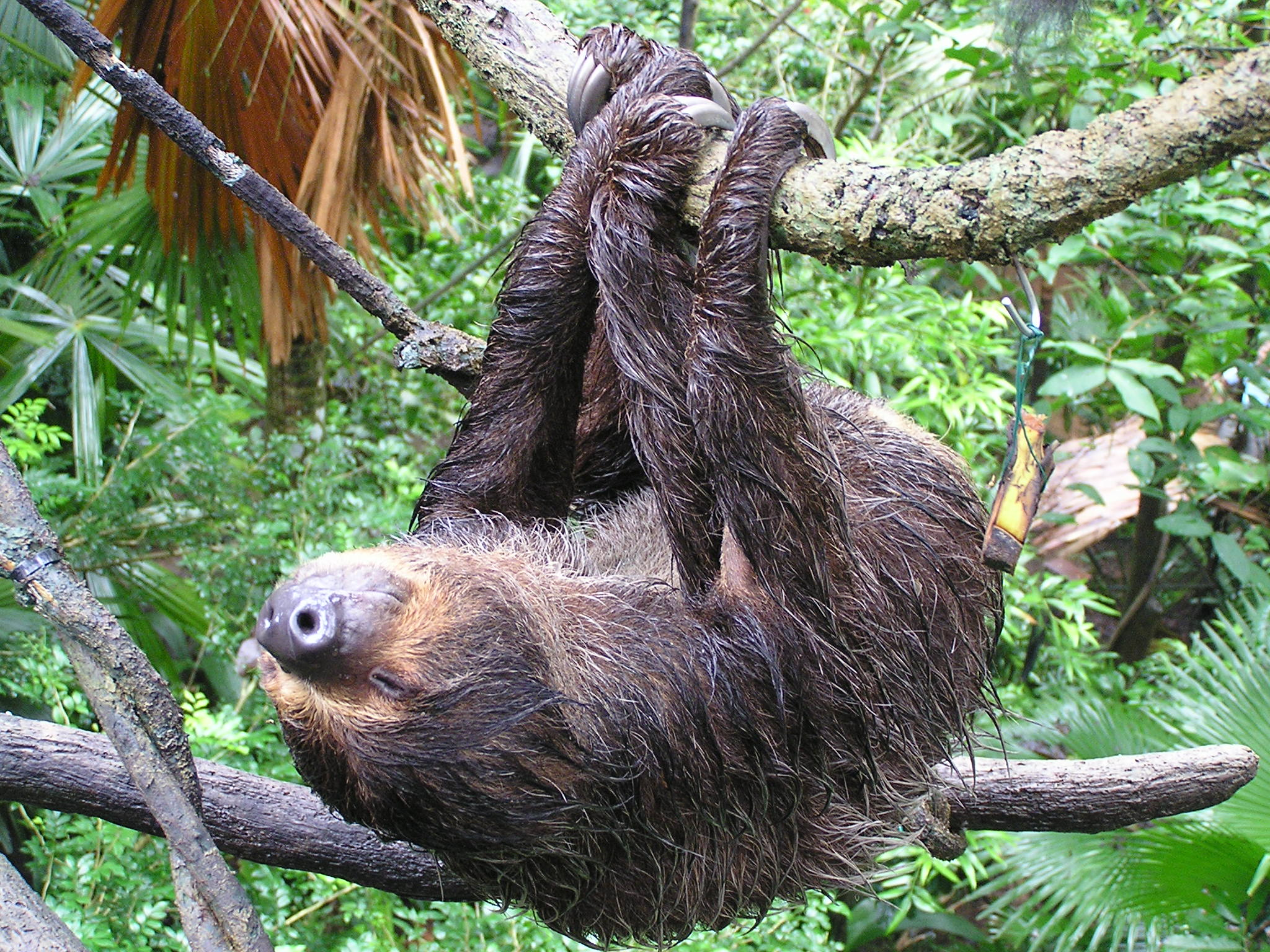
Choloepus hoffmanni.

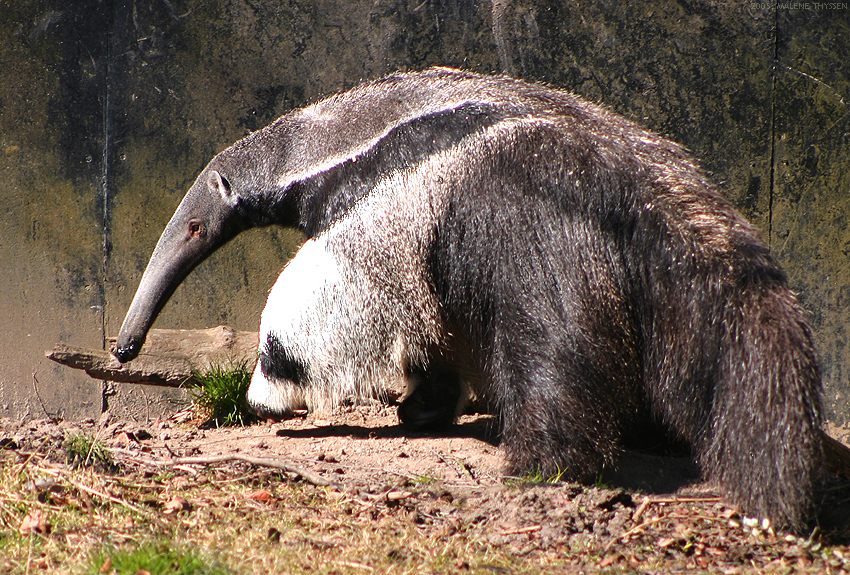
Espécimen de un oso hormiguero gigante en un zoológico.

El único carácter externo que tienen en común son las uñas en forma de garra grandes y robustas, con frecuencia falciformes, adaptadas para funciones diversas, tanto en las formas terrestres (excavar) como en las arborícolas (agarrarse a las ramas).

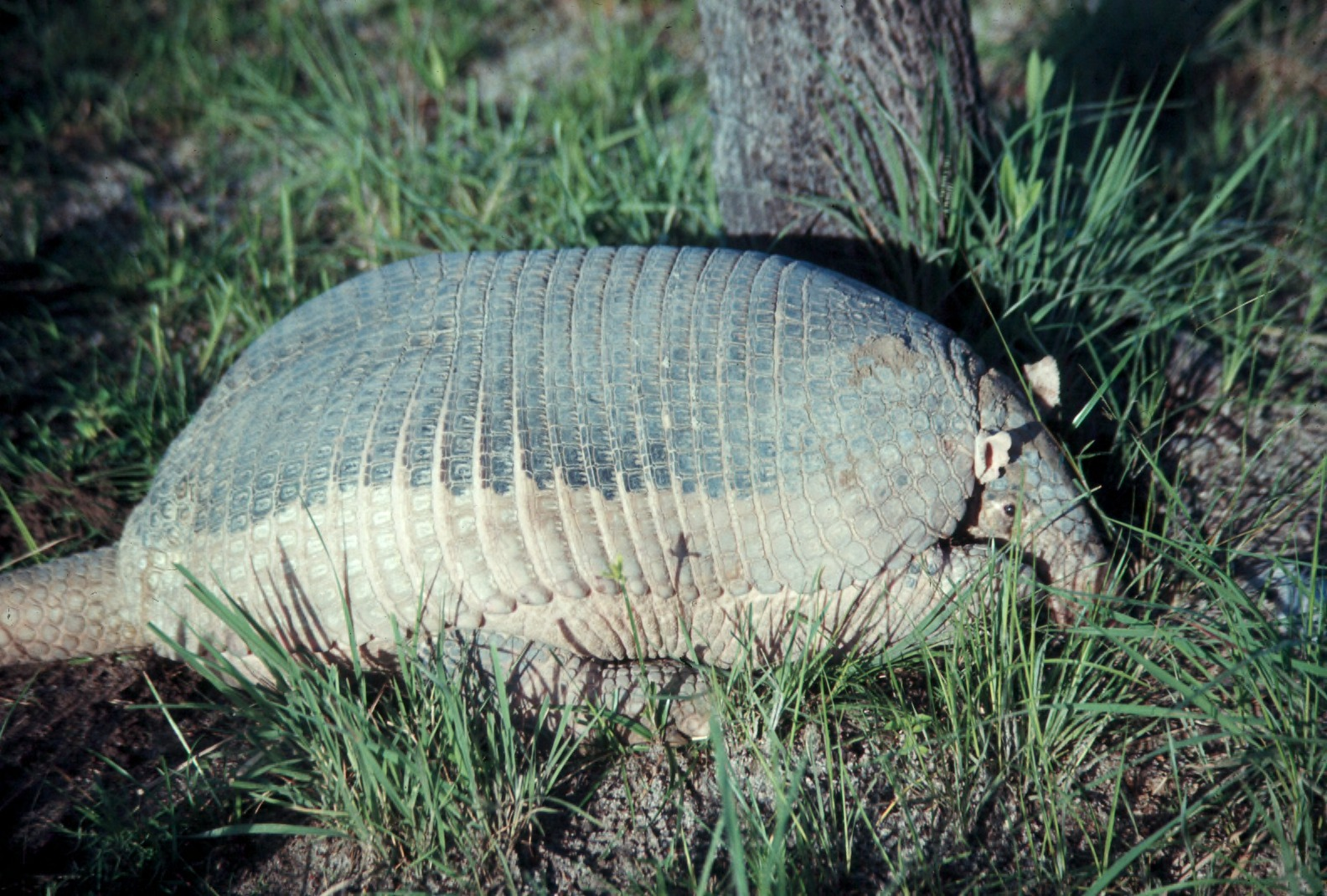
Armadillo gigante en la noche.

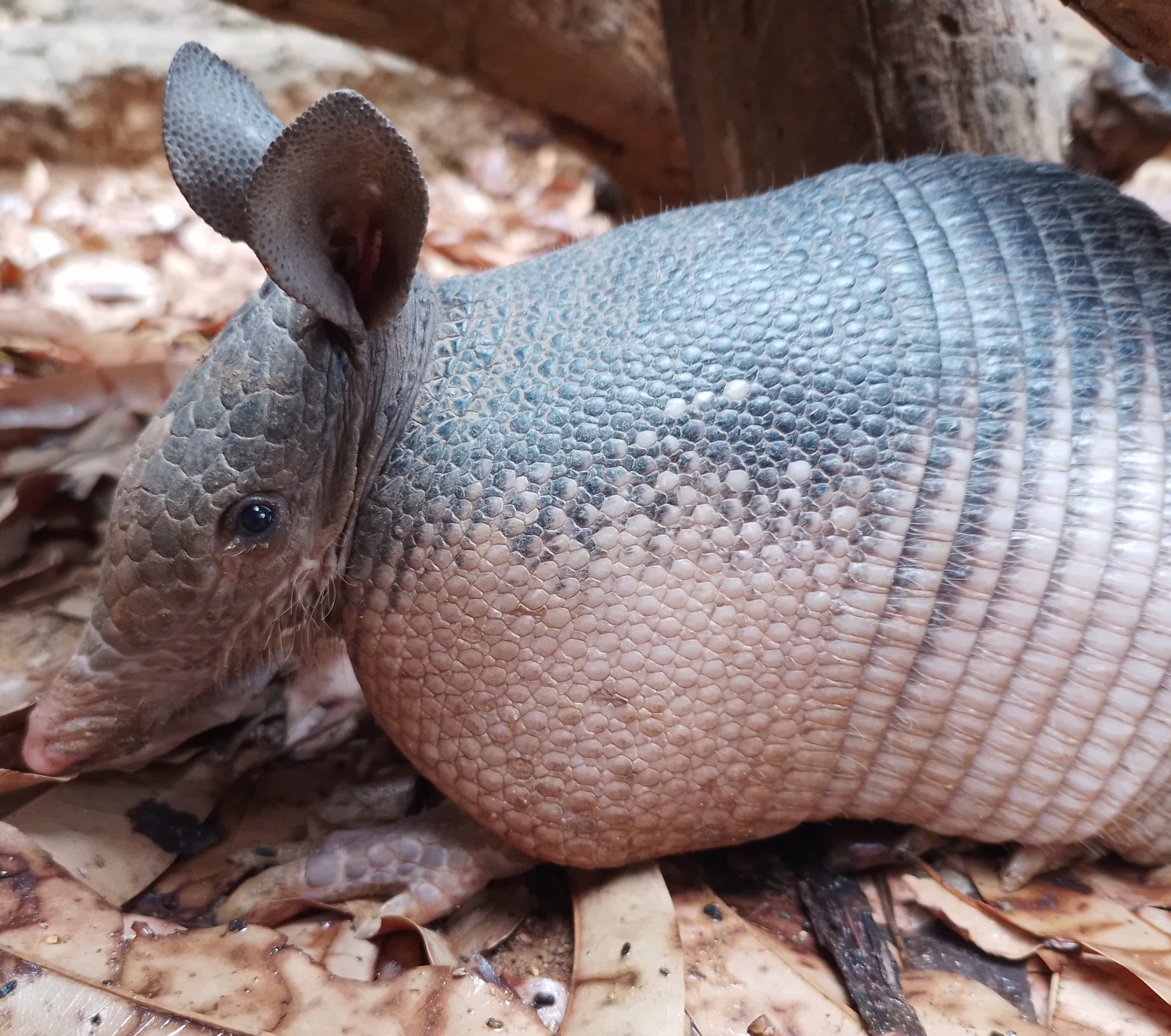
Cachicamo montañero (Dasypus novemcinctus).

Los xenartros poseen una dentadura peculiar a causa de una especialización de su régimen alimentario. Los hormigueros carecen de dientes, mientras que los perezosos y armadillos poseen dientes con un grado más o menos acusado de reducción, sin raíces ni con crecimiento continuo; los dientes anteriores están ausentes y los posteriores son hileras de protuberancias cilíndricas. La reducción o pérdida de los dientes como consecuencia de la adopción de una dieta a base de invertebrados blandos, especialmente hormigas y termes (mirmecofagia) se ha producido de manera independiente por lo menos cinco veces en los mamíferos: los equidnas (monotrema), Myrmecobius (hormiguero marsupial), pangolines (folidotos) y cerdo hormiguero (tubulidentados), además de los xenartros. Este hábito es de esperar puesto que del tronco mamiferino fue al principio insectívoro.

## Dentición
Los xenartros poseen una dentadura peculiar a causa de una especialización de su régimen alimentario. Los hormigueros carecen de dientes, mientras que los perezosos y armadillos poseen dientes con un grado más o menos acusado de reducción, sin raíces ni esmalte y con crecimiento continuo; los dientes anteriores están ausentes y los posteriores son hileras de protuberancias cilíndricas. La reducción o pérdida de los dientes como consecuencia de la adopción de una dieta a base de invertebrados blandos, especialmente hormigas y termes (mirmecofagia) se ha producido de manera independiente por lo menos cinco veces en los mamíferos: equidnas (monotrema), Myrmecobius (hormiguero marsupial), pangolines (folidotos) y cerdo hormiguero (tubulidentados), además de los xenartros. Este hábito es de esperar puesto que del tronco mamiferino fue al principio insectívoro.

## Columna vertebral
La columna vertebral posee características especiales; los bradipódidos tienen de 6 a 10 vértebras cervicales, condición excepcional en los mamíferos (7 es el número normal en el resto de órdenes), que solo vuelve a encontrarse en los sirenios. Por otra parte, las últimas vértebras dorsales y la vértebras lumbares poseen apófisis suplementarias anteriores y posteriores que dan lugar a articulaciones especiales llamadas articulaciones xenartrales, que dan nombre al grupo.

## Homeotermia
Los xenartros son homeotermos imperfectos y su temperatura corporal varía en función de la temperatura ambiente; en los perezosos de 28 a 35 °C, en Myrmecophaga 32-35 °C y en Dasypus 32-36 °C.

## Historia
Este grupo de mamíferos es característico de la región Neotropical y muy conocido en el registro fósil de Sudamérica, debido a su amplia extensión temporal y que los registros de fósiles en la literatura muestran hallazgos de ellos en tiempos relativamente cercanos, es decir, es un grupo que tiene alta frecuencia de registros, a tal punto que no se encuentra ninguna unidad estratigráfica continental fosilífera del Cenozoico que no contenga rastros de xenartros.
Especialmente en Argentina y sus alrededores se han encontrado muchos rastros, ya que esta es una zona geográfica en la que se han encontrado gran cantidad de restos y no solo de este grupo de mamíferos, sino de muchos otros, los cuales muestran una gran variación de la edad, es decir, que por sus condiciones climáticas, siempre fue un excelente sitio para permanecer y por las condiciones terrestres, los fósiles se conservan fácilmente.
Casi todos los taxones de este grupo de mamíferos se registran en América del Sur desde el Paleoceno tardío hasta la actualidad, algunos otros taxones se registran en América del Norte desde el Mioceno tardío hasta la actualidad y también existen varios registros en la Antártida que pueden ser considerados dentro del grupo de los xenarthros en la época del Eoceno.
De las fechas desde las que se encuentran registros fósiles se puede asumir o demostrar que los xenarthros son un grupo que se originó en Sudamérica, evolucionó y expandió su territorio hasta llegar a otras fronteras; los representantes de los xenarhtros en un tiempo en el que Sudamérica estuvo prácticamente aislada (parte del Cenozoico en el que fue considerado como un continente isla) se adaptaron para explotar una gran diversidad de ambientes, lo cual facilitó su evolución, diversificación y gran distribución.

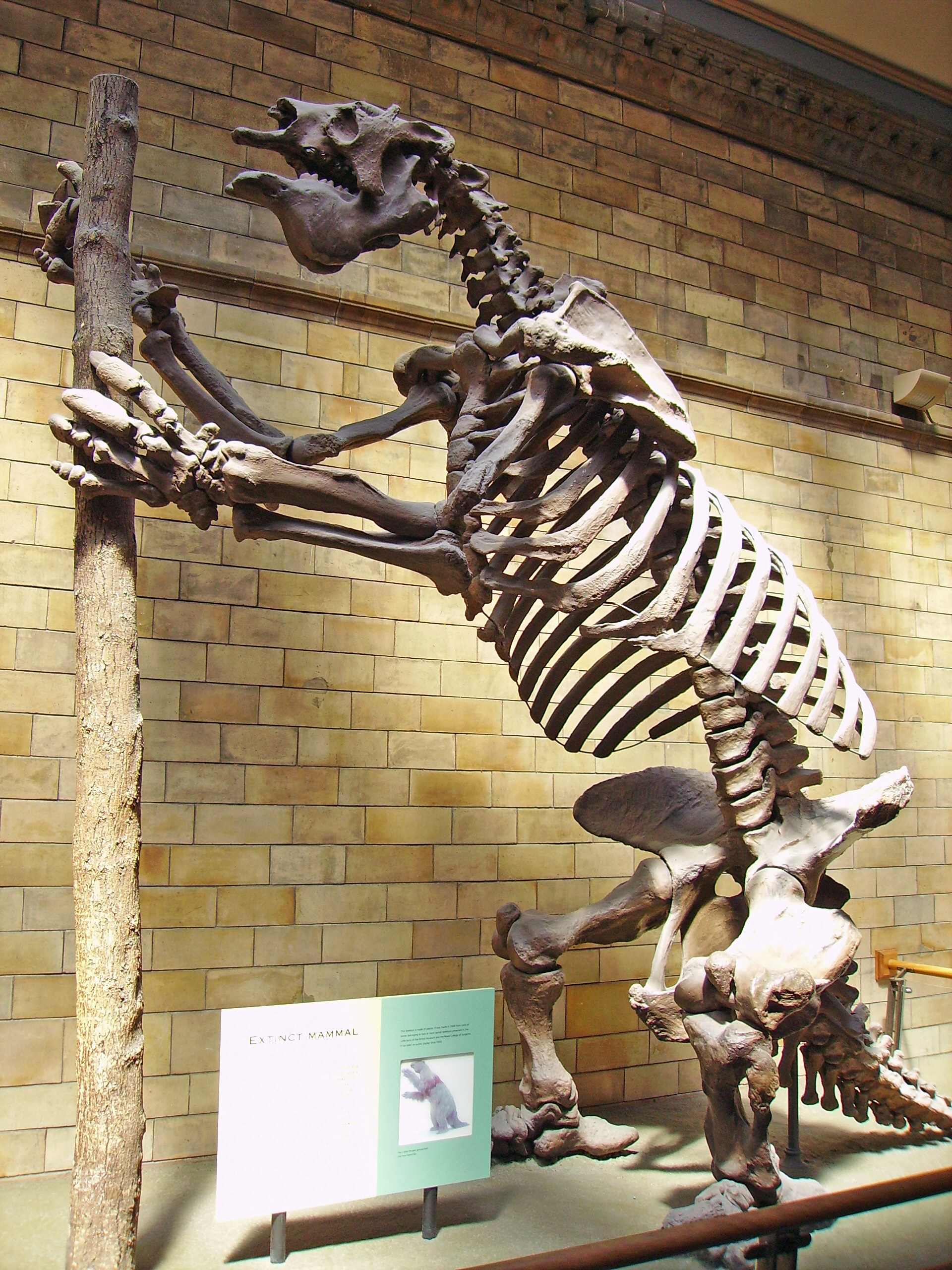
Fósil de un perezoso terrestre gigante (Megatherium).

A partir del Mioceno tardío, en la cual se asume un paso de Sudamérica a Norteamérica, al poco tiempo que se dio la formación del Istmo de Panamá en toda América a principios del Pleistoceno, se pueden registrar xenarthros en Norteamérica como ejemplares de origen sudamericano. Durante estas épocas hubo la mayor diversificación del grupo, la cual datan de más de 160 géneros fósiles reconocidos, de los cuales se pueden encontrar más de 400 especies, durante casi todo el Cenozoico. Y el paso de Sudamérica a la Antártida se pudo dar en aquel tiempo en el que la Antártida se encontraba pegada o muy cerca al sur de Argentina.

## Taxonomía y clasificación
Los xenartros son un grupo con muchas más formas fósiles que actuales; se conocen 208 géneros extintos y solo 12 actuales.
Antiguamente los miembros de este grupo se clasificaba junto con los pangolines (orden Pholidota) y los cerdos hormigueros (orden Tubulidentata) en el orden Edentata (desdentados), que hoy ha sido abandonado, dado que no era monofilético; no obstante, algunos autores siguen utilizando el nombre de Edentata, pero en sentido estricto, como sinónimo de Xenarthra.
Este superorden se divide en el orden Pilosa, que contiene los subordenes Vermilingua y Folivora y el orden Cingulata.
- Orden Pilosa

Suborden Vermilingua - osos hormigueros
Familia Cyclopedidae
Familia Myrmecophagidae
Suborden Folivora - perezosos 
Familia Bradypodidae
Familia Megalonychidae
Familia Megatheriidae †
Familia Mylodontidae †
- Orden Cingulata - armadillos

Familia Pampatheriidae †
Familia Glyptodontidae †
Familia Dasypodidae

## Filogenia
Las relaciones filogenéticas de los grupos actuales de xenartros son las siguientes según los análisis genéticos:
|  | Dasypodidae    |
|  |                |
|  | Chlamyphoridae |
|  |                |

|  | Cyclopedidae    |
|  |                 |
|  | Myrmecophagidae |
|  |                 |

|  | Megalonychidae |
|  |                |
|  | Bradypodidae   |
|  |                |

|  | Cyclopedidae    |
|  |                 |
|  | Myrmecophagidae |
|  |                 |

|  | Megalonychidae |
|  |                |
|  | Bradypodidae   |
|  |                |

|  | Dasypodidae    |
|  |                |
|  | Chlamyphoridae |
|  |                |

|  | Cyclopedidae    |
|  |                 |
|  | Myrmecophagidae |
|  |                 |

|  | Megalonychidae |
|  |                |
|  | Bradypodidae   |
|  |                |

|  | Cyclopedidae    |
|  |                 |
|  | Myrmecophagidae |
|  |                 |

|  | Megalonychidae |
|  |                |
|  | Bradypodidae   |
|  |                |

|  | Dasypodidae    |
|  |                |
|  | Chlamyphoridae |
|  |                |

|  | Cyclopedidae    |
|  |                 |
|  | Myrmecophagidae |
|  |                 |

|  | Megalonychidae |
|  |                |
|  | Bradypodidae   |
|  |                |

|  | Cyclopedidae    |
|  |                 |
|  | Myrmecophagidae |
|  |                 |

|  | Megalonychidae |
|  |                |
|  | Bradypodidae   |
|  |                |

|  | Dasypodidae    |
|  |                |
|  | Chlamyphoridae |
|  |                |

|  | Cyclopedidae    |
|  |                 |
|  | Myrmecophagidae |
|  |                 |

|  | Megalonychidae |
|  |                |
|  | Bradypodidae   |
|  |                |

|  | Cyclopedidae    |
|  |                 |
|  | Myrmecophagidae |
|  |                 |

|  | Megalonychidae |
|  |                |
|  | Bradypodidae   |
|  |                |

Xenarthra se reconoce como uno de los cuatro clados dentro de Placentalia. Las relaciones entre los cuatro cohortes (Xenarthra, Afrotheria, Laurasiatheria y Euarchontoglires) y la identidad de la raíz placental todavía son algo controvertidas.
Los estudios genéticos favorecen la hipótesis de que Afrotheria y Xenarthra comprenden taxones hermanos en la base de la radiación placentaria de mamíferos, lo que sugiere un antiguo clado gonduano de mamíferos placentarios llamado Atlantogenata. Xenarthra divergió del grupo hermano Afrotheria a mediados del Cretácico hace 105-120 millones de años cuando África y Sudamérica se separaron en grandes masas. A pesar de los estudios filogenéticos no hay ningún lugar donde coexistan los xenartros con los afroterios.